# Jacoba Hol
Jacoba Brigitta Louisa Hol (Antwerpen, 21 september 1886 – Meerssen, 15 oktober 1964) was een Nederlandse fysisch-geografe. Na een loopbaan als docent aan Tilburg University werd zij in 1945 benoemd tot hoogleraar fysische-geografie bij het Geografisch Instituut aan de Rijksuniversiteit Utrecht. Hiermee werd zij de eerste vrouwelijke gewoon hoogleraar in Nederland.

## Levensloop
Jacoba Hol was de buitenechtelijke dochter van Maria Theresa Koene en de componist Richard Hol. In november 1907 schreef Hol zich in voor de studie wis- en natuurkunde bij de Rijksuniversiteit Utrecht, waar zij in 1912 afstudeerde. Onder leiding van de fysisch-geograaf Karl Oestreich, schreef zij haar proefschrift over het ontstaan van het rivierenstelsel in de Ardennen. Ook was zij vanaf 1915 de assistente van Oestreich aan het geografisch instituut aan de Rijksuniversiteit Utrecht. Zij boog zich onder andere over de praktische organisatie van de onderwijsexcursies voor studenten. In 1916 promoveerde Hol cum laude op haar proefschrift Beiträge zur Hydrographie der Ardennen Tijdens het schrijven van haar proefschrift was zij begonnen aan een baan als docente wis- en natuurkunde op een middelbare school en was zij benoemd tot docente fysische geografie en geologie aan de Katholieke Leergangen te Tilburg. In 1921 steunde zij er de opkomst van de tweede rector, Thomas Goossens. Toen deze in 1927 rector magnificus werd van de Roomsch Katholieke Handelshoogeschool benoemde hij Jacoba Hol tot enige vrouw in de eerste generatie Tilburgse professoren. Daarmee was zij officieel bevoegd colleges te geven aan wat later Tilburg University werd. Een jaar nadat Oestreich in 1944 met emeritaat ging in Utrecht, werd Jacoba Hol benoemd als zijn opvolger. Hiermee was zij de eerste vrouwelijke ‘gewone’ hoogleraar in Nederland. In 1958 ging zij op bijna 72-jarige leeftijd met emeritaat en werd zij opgevolgd door Jan Zonneveld.

## Positie in de wetenschap
Aan het begin van de twintigste eeuw ontwikkelde de geografische wetenschap zich tot een moderne zelfstandige wetenschap. Jacoba Hol was, voortbouwend op Oestreich, een van de voorvechters van de moderne geomorfologie. De grootste invloed van Hol lag in de verbreding van het geografisch vakgebied. Door haar vele veldwerk had zij een groot internationaal netwerk, dit gebruikte zij om een brug te slaan tussen meerdere wetenschappen en zo het vakgebied te verbreden. Dit netwerk heeft geresulteerd in de toevoeging van de luchtfoto-interpretatie en de introductie van bodemkunde tot de fysische geografie. Met behulp van luchtfoto’s van de International Training Centre for Aerial Survey (ITC) te Delft werd op grote schaal gedetailleerd onderzoek naar holocene verschijnselen zoals begroeiing, oppervlaktewater, grondgebruik en detailreliëf mogelijk gemaakt. Veel van haar studenten hebben na hun studie een baan gevonden bij de ITC. De introductie van de bodemkunde door samenwerking met de Wageningse hoogleraar C.H. Edelman gaf meer inzicht in reliëf als het verbindingsvlak tussen de niet-levende natuur en de levende opperhuid van de aarde zoals de bodem, vegetatie en dierenwereld.
In haar eigen onderzoek richtte Hol zich voornamelijk op gebergtevorming. Veel van haar onderzoek ging in haar Tilburgse jaren uit naar het ontstaan van meanders. Zij publiceerde onder andere over de Grotten van Han-sur-Lesse en de Maas-meanders tussen Mezières en Givet. Daarnaast ging haar belangstelling uit naar vergletsjering, zij publiceerde het artikel ‘Een glaciaal dal in de Vogezen’, met bewijs voor de glaciale erosie in het Maltadal. Naast haar eigen academische publicaties, maakten zij ook samenvattingen en overzichten van de nieuwste bevindingen en de huidige stand van zaken in de fysische geografie. Een voorbeeld hiervan is haar boek Vijftig jaren geomorfologie.
Naast onderzoek zag zij het verspreiden van kennis als deel van haar taak als wetenschapper. Zo schreef zij naast haar academisch gerichte artikelen, ook stukken die meer toegankelijk waren voor geografisch geïnteresseerden. Zij schreef onder andere een artikel over de Eifel als excursie gebied in het Tijdschrift voor het Onderwijs in de Aardrijkskunde, en een artikel over grotten van Han sur Lesse in het tijdschrift Onze Aarde, gericht op jeugdige lezers. Daarnaast spande zij zich met succes in om de eerste MO-opleiding voor aardrijkskunde docenten van de grond te krijgen. Tot haar benoeming tot hoogleraar in 1945 reisde zij elke zaterdag naar de Katholieke Leergangen en Tilburg University om te doceren. In 1943 nam zij zitting in een commissie van het Koninklijk Nederlands Aardrijkskundig Genootschap (KNAG) die zich boog over de reorganisatie van het universitaire onderwijs in de fysische geografie na de oorlog. Na de oorlog stak Hol als waarnemend directeur veel tijd in de wederopbouw van het Geografisch Instituut aan de Rijksuniversiteit Utrecht.
Als wetenschappelijk medewerker, de functie die zij van 1915 tot 1946 bekleedde, besteedde Jacoba Hol veel aandacht aan de studenten aan het Geografisch Instituut. Als wetenschapper had zij een hoog arbeidsethos en verwachtte dit ook van haar collega’s en studenten, hierdoor kon haar autoriteit angst inboezemen. Desondanks werd zij geprezen om haar blijmoedigheid en optimisme, en werd zij de “moeder van het instituut” genoemd om haar ‘onnavolgbare liefdevolle toewijding’ tot haar studenten.

## Publicaties (selectie)
- Beiträge zur Hydrographie der Ardennen, 1916
- Das Problem der Talmäander. Borntraeger, 1938
- Meanders, hun beteekenis en ontstaan. Brill, 1939
- Een morfologisch probleem der Ardennen-schiervlakte, 1945
- Geomorfologie. Rijksuniversiteit, Geographisch Institut, 1948
- La genèse de la Basse-Néerlande et le désastre du 1er février, 1953
- Vijftig jaren geomorfologie. Dekker, 1957
- Quelques problèmes sur la formation des vallées. Geographisch Instituut, 1957
- De geomorfologische landschappen van Nederland. Erven JJ Tijl, 1959

## Publicaties over Jacoba Hol
- 'Dr. J.B.L. Hol: ter eere van haar 25 jarig doctoraat, 1916-1941'. Overdruk uit: Tijdschrift van het Nederlandsch Aardrijkskundig Genootschap, dl.58. (1941).
- Hautvast, Suzanne, Wegwijzer in de Wetenschap: prof. Dr. Jacoba Hol (1886 – 1964), fysisch-geografe. Nijmegen, Van Tilt, 2002. ISBN 9075697902

- Gemeinsame Normdatei: 124822940
- International Standard Name Identifier: 0000 0000 2942 5281
- Library of Congress Control Number: n85803200
- Nederlandse Thesaurus van Auteursnamen: 069756791
- Système universitaire de documentation: 075876140
- Virtual International Authority File: 60026884
- WorldCat: E39PBJkMFhrcKppvq6fhkYvfv3